# Габриэлян, Элеонора Цолаковна
Элеонора Цолаковна Габриэлян (арм. Էլեոնորա Ցոլակի Գաբրիելյան; род. 22 февраля 1929) — советский и армянский ботаник, систематик высших растений, доктор биологических наук, профессор, заведующий Отделом систематики и географии растений Института ботаники Национальной академии наук Армении, президент Армянского ботанического общества. Заслуженный деятель науки Республики Армения (2009).

## Биография
Родилась 22 февраля 1929 года в Эривани. Её отец был электриком, мать учителем английского языка.
В 1946 году, закончив среднюю школу, поступает на биолого-почвенный факультет Ереванского государственного университета.
В 1948 году она начала обучение в Московском государственном университете, где поступила на биологический факультет МГУ.
В 1952—1955 годах окончила аспирантуру в Ленинграде в Ботаническом институте имени В. Л. Комарова и защитила кандидатскую диссертацию на тему «Кавказские представители рода Sorbus L.» (научный руководитель А. Л. Тахтаджян).
В 1955 году, вернувшись в Армению, зачисляется в Институт ботаники Академии наук Армянской ССР на должность младшего научного сотрудника (в 1960 году — старший научный сотрудник, в 1986 году — ведущий научный сотрудник).
В 1974 году защитила докторскую диссертацию на тему «Род Sorbus L. в Западной Азии и Гималаях».
С 1989 года заведует Отделом систематики и географии растений Института ботаники НАН Армении. В 1993 году получила звание профессора.
Автор обработок III, IV, VI—XI томов и ответственный редактор X и XI томов издания «Флора Армении». Элеонора Цолаковна сотрудничала со многими ботаниками Запада: например, с профессором Вернером Гройтером они разработали каталог папоротникообразных флоры Армении.

## Заслуги и награды
- Медаль XII Международного ботанического конгресса, Ленинград (1975)
- Почётная грамота Академии наук Армянской ССР (1978)
- Премия имени В. Л. Комарова за монографию «Рябины (Sorbus L.) Западной Азии и Гималаев» (1984)
- Звание почётного вице-президента и серебряная медаль XIV Международного ботанического конгресса, Берлин (1987)
- Стипендия «Биоразнообразие» Джорджа Сороса (1992)
- Заслуженный деятель науки Республики Армения (2009)[1]
- Почётный диплом и золотая медаль Министерства охраны природы Армении (2011)

## Избранные труды
- Габриэлян Э. Ц. Род Sorbus // Флора Армении = Հայաստանի Ֆլորան : в 11 т. / под ред. А. Л. Тахтаджяна. — Ереван : Изд-во АН Арм. ССР, 1958. — Т. 3 : Platanaceae — Crassulaceae. — С. 256—285. — 386 с. — 1500 экз.
- Габриэлян Э. Ц. Сем. Malvaceae, сем. Apiaceae (роды Sanicula, Astrantia, Actynolema, Hydrocotyle), сем. Santalaceae // Флора Армении = Հայաստանի Ֆլորան : в 11 т. / под ред. А. Л. Тахтаджяна. — Ереван : Изд-во АН Арм. ССР, 1973. — Т. 6 : Ericaceae — Elaeagnaceae. — С. 60—90, 260—264, 449—454. — 485 с. — 1000 экз.
- Габриэлян Э. Ц. Рябина (Sorbus L.) Западной Азии и Гималаев / отв. ред. И. И. Тумаджанов. — Ереван : Изд-во АН АрмССР, 1978. — 264 с. — 1000 экз.
- Габриэлян Э. Ц. Хосровский заповедник, Шикахохский заповедник, Эребунийский заповедник // Заповедники Кавказа / отв. ред В. Е. Соколов, Е. Е. Сыроечковский. — М. : Мысль, 1990. — С. 323—339, 351—360. — 367 с. — (Заповедники СССР). — 100 000 экз. — ISBN 5-244-00432-8. (Хосровский заповедник совместно с Б. А. Гейликманом, Шикахохский — Г. М. Файвушем, Эребунийский — Ж. Л. Агаронян).
- Габриэлян Э. Ц. Сем. Colchicaceae, сем. Liliaceae (кроме рода Gagea), сем. Iridaceae, род Ixiolirion, род Ornithogalum, сем. Amaryllidaceae, род Tamus, сем. Alismataceae // Флора Армении = Հայաստանի Ֆլորան : в 11 т. / под ред. А. Л. Тахтаджяна. — Ruggell (Liechtenstein) : Gantner, 2001. — Т. 10 : Monocotyledones (исключая Poaceae) / отв. ред. тома Э. Ц. Габриэлян, М. Э. Оганесян. — С. 31—82, 111—164, 229—246, 349—359, 389—390, 534—540. — 612 с. — ISBN 3-904144-16-2. (Род Gladiolus совместно с М. Э. Оганесян, род Ornithogalum — Н. Д. Агаповой).